# Oost-Aziatisch kampioenschap voetbal 2008
Het Oost-Aziatisch voetbalkampioenschap (ook als Oost-Azië Cup bekend) is een voetbaltoernooi voor nationale landenteams annex territoriumteams in de regio Oost-Azië en wordt georganiseerd door de Oost-Aziatische voetbalbond (EAFF, East Asian Football Federation).
In 2008 was het de derde editie voor mannenelftallen en de tweede editie voor vrouwenelftallen. In de kwalificatie bij de mannen namen de Noordelijke Marianen voor het eerst deel. De beide eindtoernooien werden tegelijkertijd in Chongqing in China gespeeld. Bij de mannen werd de zege voor de tweede keer door het Zuid-Koreaans voetbalelftal (mannen) behaald. Bij de vrouwen werd zege voor het eerst door het Japans vrouwenvoetbalelftal behaald.

## Mannen
Aan het toernooi konden de negen FIFA en AFC leden van de EAFF deelnemen, en de Noordelijke Marianen, een territorium van de Verenigde Staten en sinds 2008 volwaardig EAFF-lid. De drie sterkste landen, China, Japan en Zuid-Korea, werden direct tot de eindronde toegelaten. De overige zeven teams dienden zich te plaatsen via een kwalificatietoernooi, ze streden hierbij om één plaats in de eindronde.

### Kwalificatie

#### Voorronde
De voorronde betrof een onderlinge tweestrijd tussen het nieuwe lid, de Noordelijke Marianen en het zwakste FIFA-team, Guam. Zij speelden een thuis-/uitwedstrijd confrontatie op 25 maart en 1 april 2007.
|                                        |                       |        |                                               |                                                       |
| 25 maart 2007 «onderlinge duels» 16:00 | Noordelijke Marianen  | 2 – 3  | Guam                                          | Oleai Sports Complex, Saipan Attendance: ? Referee: ? |
| 25 maart 2007 «onderlinge duels» 16:00 | Mark McDonald 57' 75' | Report | Alan Jamison 9' Zachary J. Pangelinan 65' 78' | Oleai Sports Complex, Saipan Attendance: ? Referee: ? |

|                                       | |        |                      |                                                                     |
| 1 april 2007 «onderlinge duels» 18:00 | Guam | 9 – 0  | Noordelijke Marianen | Guam National Football Stadium, Hagåtña Attendance: 1324 Referee: ? |
| 1 april 2007 «onderlinge duels» 18:00 | Zachary Pangelinan 6' 21' 42' 54' 61' Marvin Mendoza 56' Elias F. Merfalen 57' Alan Jamison 85' Edward Calvo 91' | Report |                      | Guam National Football Stadium, Hagåtña Attendance: 1324 Referee: ? |

Guam wint van Noordelijke Marianen met 12–2 over twee wedstrijden en gaat door naar de eerste ronde van de kwalificatie.

#### Eerste ronde
De eerste ronde en de eindfase werd door middel van een toernooi van 17 tot en met 23 juni 2007 in Taipa, Macau gespeeld. De beide nummers 1 van elke groep kwalificeerde zich voor de finale, de winnaar van de finale plaatste zich voor het eindtoernooi.

##### Groep A
| Team        | Pnt | Pld | W | D | L | GF | GA | GD |
| ----------- | --- | --- | - | - | - | -- | -- | -- |
| Noord-Korea | 6   | 2   | 2 | 0 | 0 | 14 | 1  | 13 |
| Macau       | 1   | 2   | 0 | 1 | 1 | 1  | 7  | –6 |
| Mongolië    | 1   | 2   | 0 | 1 | 1 | 0  | 7  | –7 |

|                                       |       |        |                                                 |                                                                     |
| 17 juni 2007 «onderlinge duels» 18:00 | Macau | 0 – 0  | Mongolië                                        | Macau Stadion, Macau Attendance: 300 Referee: Hajime Matsuo (Japan) |
| 17 juni 2007 «onderlinge duels» 18:00 |       | Report | Munkhbat Chimeddorj 39' Lumbengarav Donorov 65' | Macau Stadion, Macau Attendance: 300 Referee: Hajime Matsuo (Japan) |

|                                       |                                                                                        |        |                   |                                                                   |
| 19 juni 2007 «onderlinge duels» 18:00 | Noord-Korea                                                                            | 7 – 0  | Mongolië          | Macau Stadion, Macau Attendance: 300 Referee: Kenji Ogiya (Japan) |
| 19 juni 2007 «onderlinge duels» 18:00 | Ri Kum Chol 27' ,43' Jong Tae Se 29', 33', 34', 54' Sin Yong Nam 35' Jang Kyong Il 89' | Report | Sainkhuu Yura 28' | Macau Stadion, Macau Attendance: 300 Referee: Kenji Ogiya (Japan) |

|                                       |                                                                           |        |                   |                                                                    |
| 21 juni 2007 «onderlinge duels» 18:00 | Noord-Korea                                                               | 7 – 1  | Macau             | Macau Stadion, Macau Attendance: 300 Referee: Wan Daxue (PR China) |
| 21 juni 2007 «onderlinge duels» 18:00 | Ri Kum Chol 5', 18' Jong Tae Se 10' (pen) 12', 28' , 60' Pak Chung Il 68' | Report | Chan Kin Seng 46' | Macau Stadion, Macau Attendance: 300 Referee: Wan Daxue (PR China) |

##### Groep B
| Team           | Pnt | Pld | W | D | L | GF | GA | GD  |
| -------------- | --- | --- | - | - | - | -- | -- | --- |
| Hongkong       | 4   | 2   | 1 | 1 | 0 | 16 | 2  | +14 |
| Chinees Taipei | 4   | 2   | 1 | 1 | 0 | 11 | 1  | +10 |
| Guam           | 0   | 2   | 0 | 0 | 2 | 1  | 25 | –24 |

|                                       |                                         |        | |                                                                   |
| 17 juni 2007 «onderlinge duels» 15:00 | Guam                                    | 0 – 10 | Chinees Taipei | Macau Stadion, Macau Attendance: 10 Referee: Wan Daxue (PR China) |
| 17 juni 2007 «onderlinge duels» 15:00 | Alan Jamison 22' Frederic Benton II 85' | Report | Lo Chih En 7', 28', 72', 88' Tsai Hui-Kai 20' Feng Pao Hsing 25', 38' Chen Po-Liang 52', 68' Huang Cheng-Tsung 74' | Macau Stadion, Macau Attendance: 10 Referee: Wan Daxue (PR China) |

|                                       |                 |        |                  |                                                                            |
| 19 juni 2007 «onderlinge duels» 15:00 | Hongkong        | 1 – 1  | Chinees Taipei   | Macau Stadion, Macau Attendance: 200 Referee: Kim Eui Soo (Korea Republic) |
| 19 juni 2007 «onderlinge duels» 15:00 | Lo Chi Kwan 56' | Report | Huang Wei Yi 51' | Macau Stadion, Macau Attendance: 200 Referee: Kim Eui Soo (Korea Republic) |

|                                       | |        |                                                         |                                                                     |
| 21 juni 2007 «onderlinge duels» 15:00 | Hongkong | 15 – 1 | Guam                                                    | Macau Stadion, Macau Attendance: 300 Referee: Hajime Matsuo (Japan) |
| 21 juni 2007 «onderlinge duels» 15:00 | Chan Siu Ki 4', 20', 36', 40', 50' Lo Kwan Yee 8', 40' Poon Yiu Cheuk 21' Cheng Siu Wai 31' Lo Chi Kwan 38' Cristiano Preigchadt Cordeiro 56' Dominic Gadia 67' (e.d.) Law Chun Bong 73' Gerard Ambassa Guy 76' Luk Koon Pong 86' | Report | Chris Mendiola 33' Dominic Gadia 47' Chris Mendiola 75' | Macau Stadion, Macau Attendance: 300 Referee: Hajime Matsuo (Japan) |

#### Eindfase

##### Wedstrijd voor 5e plaats
|                                       |                                               |        | |                                                                    |
| 23 juni 2007 «onderlinge duels» 15:00 | Guam                                          | 2 – 5  | Mongolië | Macau Stadion, Macau Attendance: 100 Referee: Wan Daxue (China PR) |
| 23 juni 2007 «onderlinge duels» 15:00 | Zachary Pangelinan 2' (pen) Chris Mendiola 8' | Report | Carlo Rey Tambora 24' (e.d.) Bayarzorig Davaa 37', 42' Garidmagnai Bayasgalan 46' Anar Batchuluun 75' Delgerdalai Gantumur 89' | Macau Stadion, Macau Attendance: 100 Referee: Wan Daxue (China PR) |

##### Wedstrijd voor 3e plaats
|                                       | |        |                                                 |                                                                            |
| 24 juni 2007 «onderlinge duels» 15:00 | Chinees Taipei                                                                                                  | 7 – 2  | Macau                                           | Macau Stadion, Macau Attendance: 200 Referee: Kim Eui Soo (Korea Republic) |
| 24 juni 2007 «onderlinge duels» 15:00 | Huang Wei Yi 3' Feng Pao Hsing 42' Kuo Chun Yi 52' (pen) Chen Po Liang 56' Lo Chih En 57', 90+1' Lo Chih An 79' | Report | Geofredo De Sousa Cheung 48' Leong Chong In 78' | Macau Stadion, Macau Attendance: 200 Referee: Kim Eui Soo (Korea Republic) |

##### Finale
|                                       |                |        |          |                                                                   |
| 24 juni 2007 «onderlinge duels» 18:00 | Noord-Korea    | 1 – 0  | Hongkong | Macau Stadion, Macau Attendance: 300 Referee: Kenji Ogiya (Japan) |
| 24 juni 2007 «onderlinge duels» 18:00 | Mun In Guk 82' | Report |          | Macau Stadion, Macau Attendance: 300 Referee: Kenji Ogiya (Japan) |

### Eindronde
De eindronde werd van 17 tot en met 23 februari 2008 in Chongqing in China gespeeld.
| Team        | Pts | Pld | W | D | L | GF | GA | GD |
| ----------- | --- | --- | - | - | - | -- | -- | -- |
| Zuid-Korea  | 5   | 3   | 1 | 2 | 0 | 5  | 4  | +1 |
| Japan       | 5   | 3   | 1 | 2 | 0 | 3  | 2  | +1 |
| China       | 3   | 3   | 1 | 0 | 2 | 5  | 5  | +0 |
| Noord-Korea | 2   | 3   | 0 | 2 | 1 | 3  | 5  | –2 |

- Team in goud is kampioen.

Alle tijden zijn lokaal.
|                                           |                              |           |                                            |                                                                                                 |
| 17 februari 2008 «onderlinge duels» 15:30 | China                        | 2–3 (0–1) | Zuid-Korea                                 | Olympisch Sportcentrum van Chongqing, Chongqing Attendance: 25.000 Referee: Mohsen Torky (Iran) |
| 17 februari 2008 «onderlinge duels» 15:30 | Zhou Haibin 46' Liu Jian 61' | report    | Park Chu-young 42', 63' Kwak Tae-Hwi 90+1' | Olympisch Sportcentrum van Chongqing, Chongqing Attendance: 25.000 Referee: Mohsen Torky (Iran) |

|                                           |                   |           |                 | |
| 17 februari 2008 «onderlinge duels» 18:15 | Japan             | 1–1 (0–1) | Noord-Korea     | Olympisch Sportcentrum van Chongqing, Chongqing Attendance: 15.000 Referee: Choi Myung Yong (Korea Rep.) |
| 17 februari 2008 «onderlinge duels» 18:15 | Ryoichi Maeda 81' | Report    | Jeung Dae Se 5' | Olympisch Sportcentrum van Chongqing, Chongqing Attendance: 15.000 Referee: Choi Myung Yong (Korea Rep.) |

|                                           |       |           |                 | |
| 20 februari 2008 «onderlinge duels» 18:15 | China | 0–1 (0–1) | Japan           | Olympisch Sportcentrum van Chongqing, Chongqing Attendance: 38.000 Referee: O Tae Song (DPR Korea) |
| 20 februari 2008 «onderlinge duels» 18:15 |       | Report    | Koji Yamase 17' | Olympisch Sportcentrum van Chongqing, Chongqing Attendance: 38.000 Referee: O Tae Song (DPR Korea) |

|                                           |                 |           |                  | |
| 20 februari 2008 «onderlinge duels» 20:45 | Zuid-Korea      | 1–1 (1–0) | Noord-Korea      | Olympisch Sportcentrum van Chongqing, Chongqing Attendance: 20.000 Referee: Hiroshi Takayama (Japan) |
| 20 februari 2008 «onderlinge duels» 20:45 | Yeom Ki-Hun 20' | Report    | Jeung Dae Se 72' | Olympisch Sportcentrum van Chongqing, Chongqing Attendance: 20.000 Referee: Hiroshi Takayama (Japan) |

|                                           |                 |           |                 |                                                                                                |
| 23 februari 2008 «onderlinge duels» 18:15 | Japan           | 1–1 (0–1) | Zuid-Korea      | Olympisch Sportcentrum van Chongqing, Chongqing Attendance: 29.000 Referee: Tan Hai (China PR) |
| 23 februari 2008 «onderlinge duels» 18:15 | Koji Yamase 67' | Report    | Yeom Ki-Hun 15' | Olympisch Sportcentrum van Chongqing, Chongqing Attendance: 29.000 Referee: Tan Hai (China PR) |

|                                           |                                           |           |                | |
| 23 februari 2008 «onderlinge duels» 20:45 | China                                     | 3–1 (1–1) | Noord-Korea    | Olympisch Sportcentrum van Chongqing, Chongqing Attendance: 30.500 Referee: Mohsen Torky (IR Iran) |
| 23 februari 2008 «onderlinge duels» 20:45 | Zhu Ting 45' Wang Dong 55' Hao Junmin 88' | Report    | Ji Yun-Nam 35' | Olympisch Sportcentrum van Chongqing, Chongqing Attendance: 30.500 Referee: Mohsen Torky (IR Iran) |

## Vrouwen

### Kwalificatieronde
De kwalificatieronde werd van 1 tot en met 5 juli 2007 gespeeld in Guam, de winnaar plaatste zich voor de eindronde.
| Datum | Land           | Uitslag | Land           |
| ----- | -------------- | ------- | -------------- |
| 01/7  | Hongkong       | 2-1     | Guam           |
| 01/7  | Zuid-Korea     | 4-1     | Chinees Taipei |
| 03/7  | Zuid-Korea     | 3-0     | Hongkong       |
| 03/7  | Chinees Taipei | 5-0     | Guam           |
| 05/7  | Chinees Taipei | 8-0     | Hongkong       |
| 05/7  | Zuid-Korea     | 6-0     | Guam           |

| # | Land           | W | G | V | P | v-t  |
| - | -------------- | - | - | - | - | ---- |
| 1 | Zuid-Korea     | 3 | 0 | 0 | 9 | 13-1 |
| 2 | Chinees Taipei | 2 | 0 | 1 | 6 | 14-4 |
| 3 | Hongkong       | 1 | 0 | 2 | 3 | 1-12 |
| 4 | Guam           | 0 | 0 | 3 | 0 | 1-13 |

### Eindronde
De eindronde werd van 18 tot en met 23 februari 2008 in Chongqing in China gespeeld. China, Japan en Noord-Korea waren direct geplaatst, Zuid-Korea plaatste zich via kwalificatie.
| Datum | Land        | Uitslag | Land        |
| ----- | ----------- | ------- | ----------- |
| 18/2  | Japan       | 3-2     | Noord-Korea |
| 18/2  | China       | 3-2     | Zuid-Korea  |
| 21/1  | Noord-Korea | 0-0     | China       |
| 21/1  | Japan       | 2-0     | Zuid-Korea  |
| 23/2  | Japan       | 3-0     | China       |
| 23/2  | Noord-Korea | 4-0     | Zuid-Korea  |

| # | Land        | W | G | V | P | v-t |
| - | ----------- | - | - | - | - | --- |
| 1 | Japan       | 3 | 0 | 0 | 9 | 8-2 |
| 2 | Noord-Korea | 1 | 1 | 1 | 4 | 6-3 |
| 3 | China       | 1 | 1 | 1 | 4 | 3-5 |
| 4 | Zuid-Korea  | 0 | 0 | 3 | 0 | 2-9 |

## Combinatieklassement
Het combinatieklassement werd opgesteld door de beide eindstanden samen te voegen.
| # | Land        | W | G | V | P  | v-t  |
| - | ----------- | - | - | - | -- | ---- |
| 1 | Japan       | 4 | 2 | 0 | 14 | 11-4 |
| 2 | China       | 2 | 1 | 3 | 7  | 8-10 |
| 3 | Noord-Korea | 1 | 3 | 2 | 6  | 9-8  |
| 4 | Zuid-Korea  | 1 | 2 | 3 | 5  | 7-13 |